# Antonio Jacobo del Barco
Antonio Jacobo del Barco y Gasca (Huelva, 1 de junio de 1716-Huelva, 1784) fue sacerdote, catedrático de filosofía y vicario eclesiástico de Huelva y su partido. Científico español, dedicado a los estudios científicos y geográficos. 

## Biografía

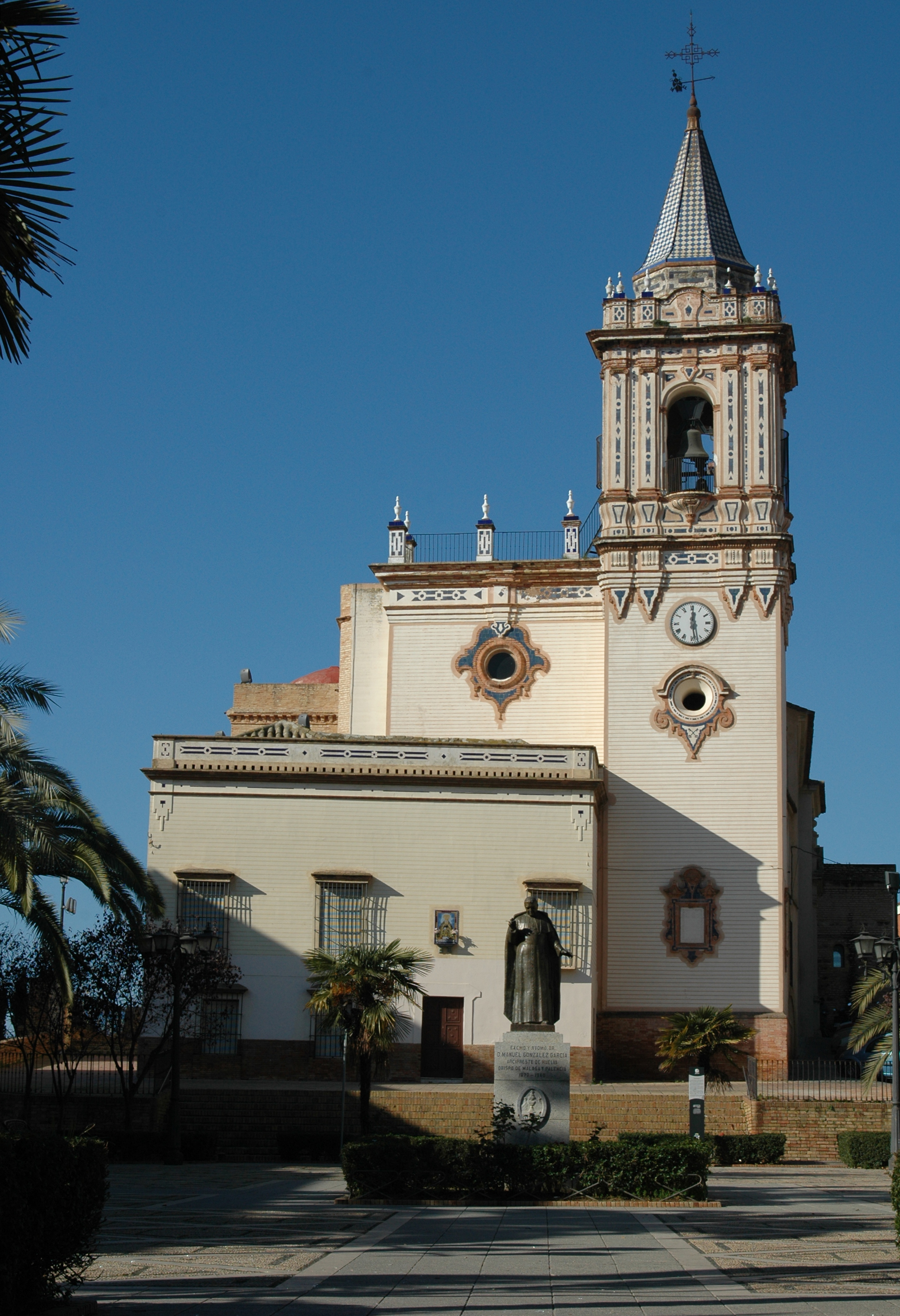
La Parroquia Mayor de San Pedro, sede de la vicaría y la más antigua de la ciudad.

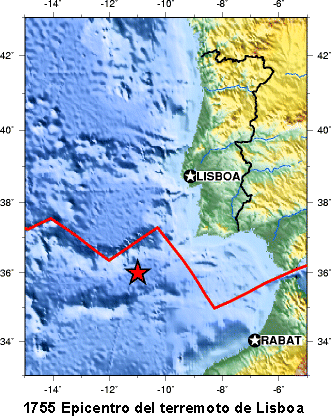
Jacobo del Barco fue testigo directo del Terremoto de Lisboa, recopilando sus impresiones en el estudio "Sobre el terremoto de primero de noviembre de 1755".

Hijo del corregidor de la ciudad de Huelva y asistente de Marchena (1721-1724), el licenciado Antonio Gregorio del Barco (natural de Villamartín, Cádiz) y de doña María Josefa Jaymes de Espínola (natural de La Palma del Condado, Huelva). Realizó sus primeros estudios de gramática en Huelva, para posteriormente comenzar los de Filosofía y Teología, posiblemente en el Colegio Mayor de Maese Rodrigo de Santaella, futura universidad hispalense, en aras de ser ordenado sacerdote en la iglesia de la Asunción de Estepa el 25 de febrero de 1741. Desde Sevilla viaja a Huelva, y tras una brillante oposición obtuvo la cátedra de Filosofía de La Soledad en 1743.
En 1746 era este ilustre sacerdote -según sus propias palabras- "Presbítero Catedrático de Filosofía en esta villa de Huelva, sin mencionar ningún otro cargo. En 1747 es nombrado vicario eclesiástico para Huelva y su partido (parroquias de San Pedro, La Concepción, San Juan del Puerto y Aljaraque); componíase la feligresía de San Pedro, sede vicarial de "setecientos diez y ocho vecinos y dos mil ciento cincuenta y cuatro personas de comunión, habiendo en ella dos curas".
Ese mismo año ingresó en la Academia Sevillana de las Buenas Letras. Es a partir de entonces cuando se convierte en un fuerte crítico de las actitudes de la Iglesia y de un clero escasamente preparado y más orientado a la ascensión social y económica que a la ecuménica.
Fue testigo privilegiado del terremoto acaecido el 1 de noviembre de 1755 (conocido como Terremoto de Lisboa), durante y después, ya que por su posición fue el encargado de reconstruir la Iglesia de San Pedro (de la que él era párroco) y de la Concepción, muy seriamente dañadas por los seis minutos de temblor, por lo que solicitó al Arzobispo una subvención económica que permitiera reconstruir y mejorar ambos templos y restablecer cuanto antes los servicios litúrgicos.
En 1758 y bajo su dirección se restauró el retablo mayor de la Parroquia de San Pedro, gracias a una cuestación popular. El 11 de febrero de 1758 se firmó el contrato de ejecución para restaurar y dorar el retablo con el maestro onubense José Fernández del Hierro. El contrato por importe de 23.000 reales de vellón, comprende también el estofado de las imágenes que se encuentran en él.
En 1759 y con la complacencia del vicario, se fundan las fiestas cinteras en el Santuario de nuestra patrona el día 8 de septiembre.
El 1 de septiembre de 1761 firmó el contrato con Juan de Echebarría, maestro artista mayor de órganos de la ciudad y Archidiócesis de Sevilla para la construcción de un nuevo órgano para la parroquia mayor de San Pedro, que venía a sustituir el dañado en 1755.  
En 1766 figura como hermano eclesiástico destacado en la cofradía del Santo Entierro de Cristo de Huelva.
Su vocación científica no sólo se expone a raíz de su ensayo sobre el Terremoto de Lisboa. Así, en el año 1778 ingresa en la Sociedad Patriótica de Sevilla, vinculada a las corrientes del despotismo ilustrado de ese siglo. Su deseo de ingresar en la Real Academia de la Historia no se vio cumplido.
A su muerte había dejado multitud de trabajos historiográficos sobre Andalucía, como las "Disertaciones geográficas sobre la Bética Antigua". Su investigación en su obra más importante: "Disertación histórico-geográfica sobre reducir la antigua Onuba a la Vila de Huelva" permitió que a partir del siglo XVIII se dictaminara que Onuba y Huelva son el mismo asentamiento.
Antonio Jacobo del Barco escribió también un número considerable de disertaciones sobre cuestiones variadas —la mayor parte de ellas no conservadas—, cartas, ensayos de temática religiosa, así como sermones y elogios fúnebres.
La contribución eclesiástica, restauradora e historiográfica de Antonio Jacobo del Barco en Huelva es hoy evidente, no solo en sus trabajos de investigación, sino en las dos iglesias que hoy siguen en pie, en parte por su labor tras el terremoto de Lisboa, la de la Concepción desde 1515 y la de San Pedro, considerada la más antigua de la ciudad.

## Obra
- Dissertacion historico-geographica, sobre reducir la antigua Onuba a la villa de Huelva. Editorial Maxtor Librería, 2005. ISBN 84-9761-247-7
- Sobre el terremoto de primero de noviembre de 1755. Fundación El Monte y Servicio de Publicaciones de la Universidad de Huelva, Huelva, España. ISBN 84-88751-93-1
- Disertaciones geográficas sobre algunos puntos tocantes a la Bética antigua. (Inéditas).
- Discursos mercuriales. 1756.
- Pláticas cuadragesimales. Cinco volúmenes. 1750-1775.
- Memorias o apuntamientos para el tratamiento de la disciplina antigua de las Santas Iglesias de España. 1778.
- Cartas familiares, varias y curiosas, dispuestas para honesta diversión propia y ajena. 1778.
- Theologia moralis.
- Discusión topográfica sobre si existieron en lo antiguo las Islas Casiterides y si debe reducirse a las Sorlingas.
- Problema histórico-geográfico sobre si fue la Bética de Tarsis de las flotas del rey Salomón.